# Chery Celer
O Chery A13, também conhecido como Chery Fulwin 2, (Chery Celer no Brasil) é um automóvel compacto que foi fabricado pela montadora chinesa Chery. É o sucessor do A15 (Cowin) na linha Chery. O carro foi apresentado pela primeira vez no Salão do Automóvel de Beijing de 2008. Uma versão com facelift foi introduzida no Salão Automóvel de Guangzhou de 2012.
O Celer foi lançado no Brasil em 2013, importado da China. Em 2015, passou a ser produzido na fábrica de Jacareí já com a reestilização. A fábrica encerrou a produção do Celer em 2018.

## Motor
É movido por um motor a gasolina de 1,5 litros e 16 válvulas da família Chery Acteco, com potência máxima de 80 kW (109 cv; 107 cv) a 6.000 rpm e torque máximo de 140 N⋅m (103 lb⋅ pés) a 3.000 rpm. A velocidade máxima é de 160 km/h (99 mph).
No Brasil, possui um motor flex 1.5

## Galeria

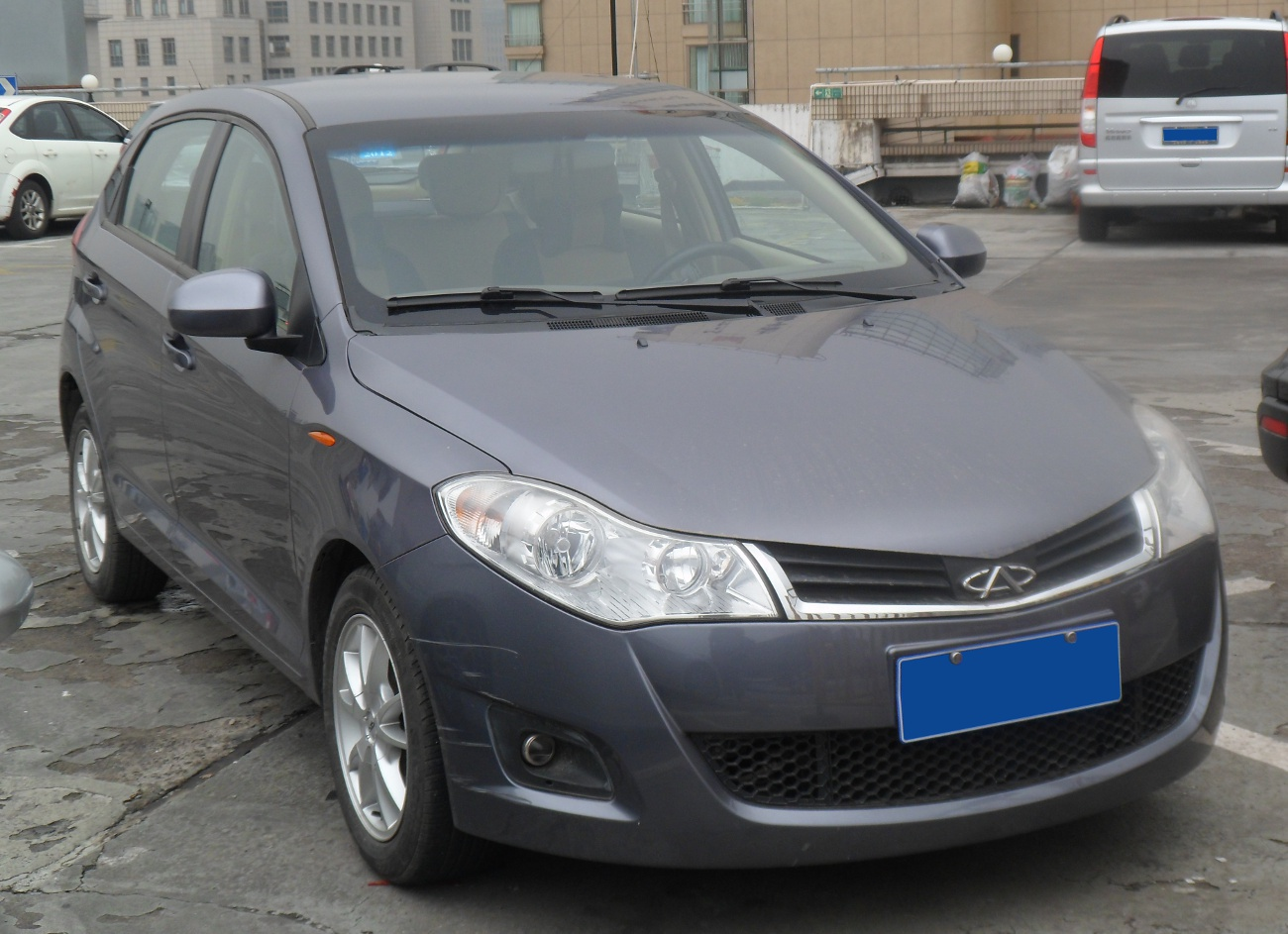
Hatch
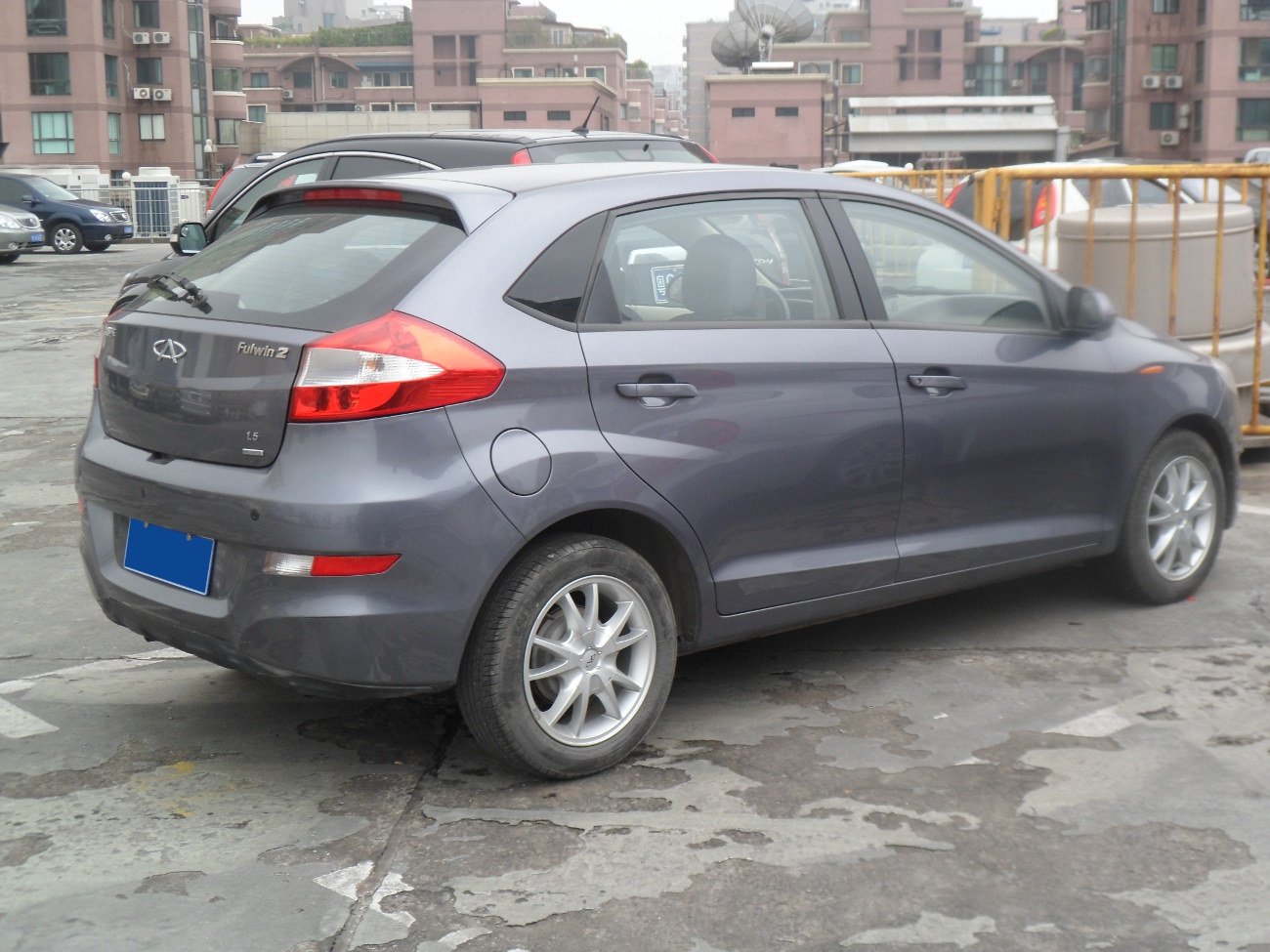
Hatch
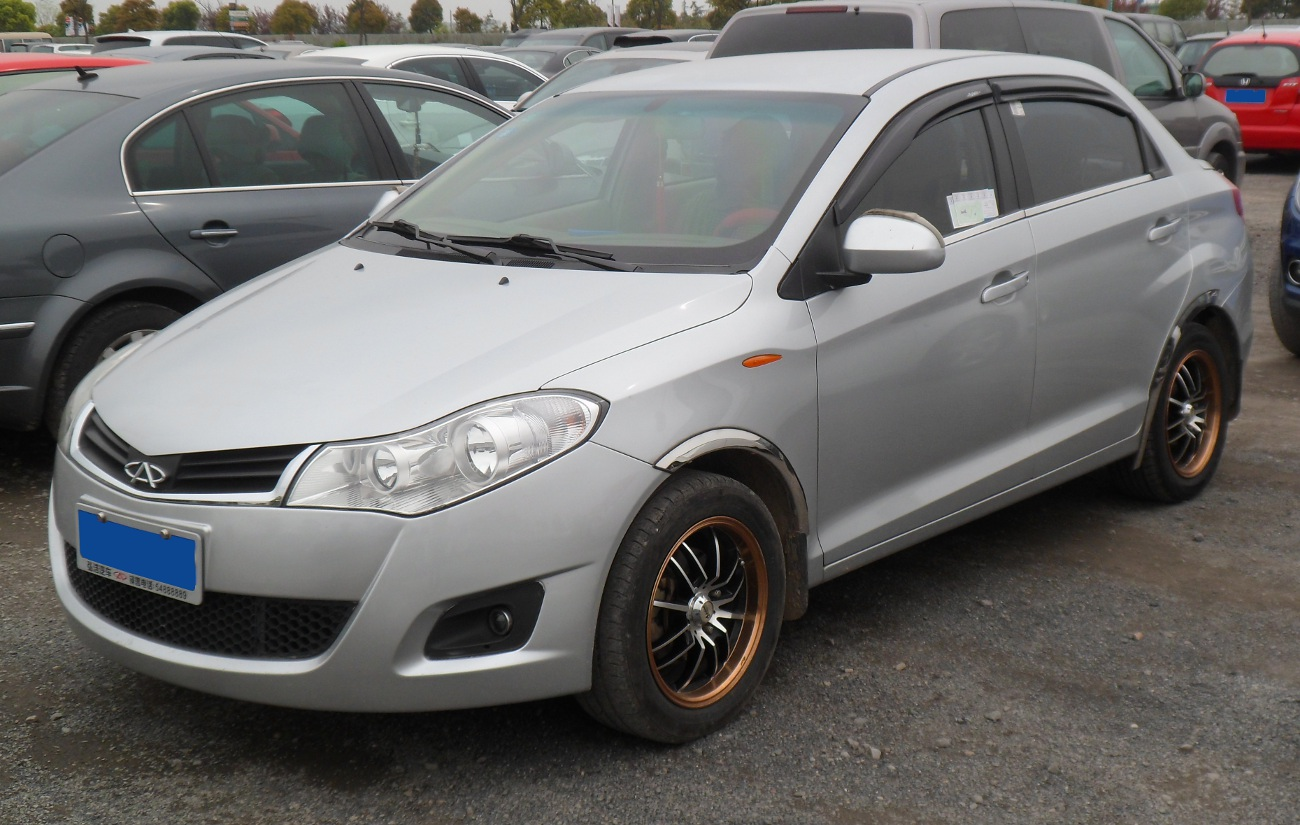
Sedan
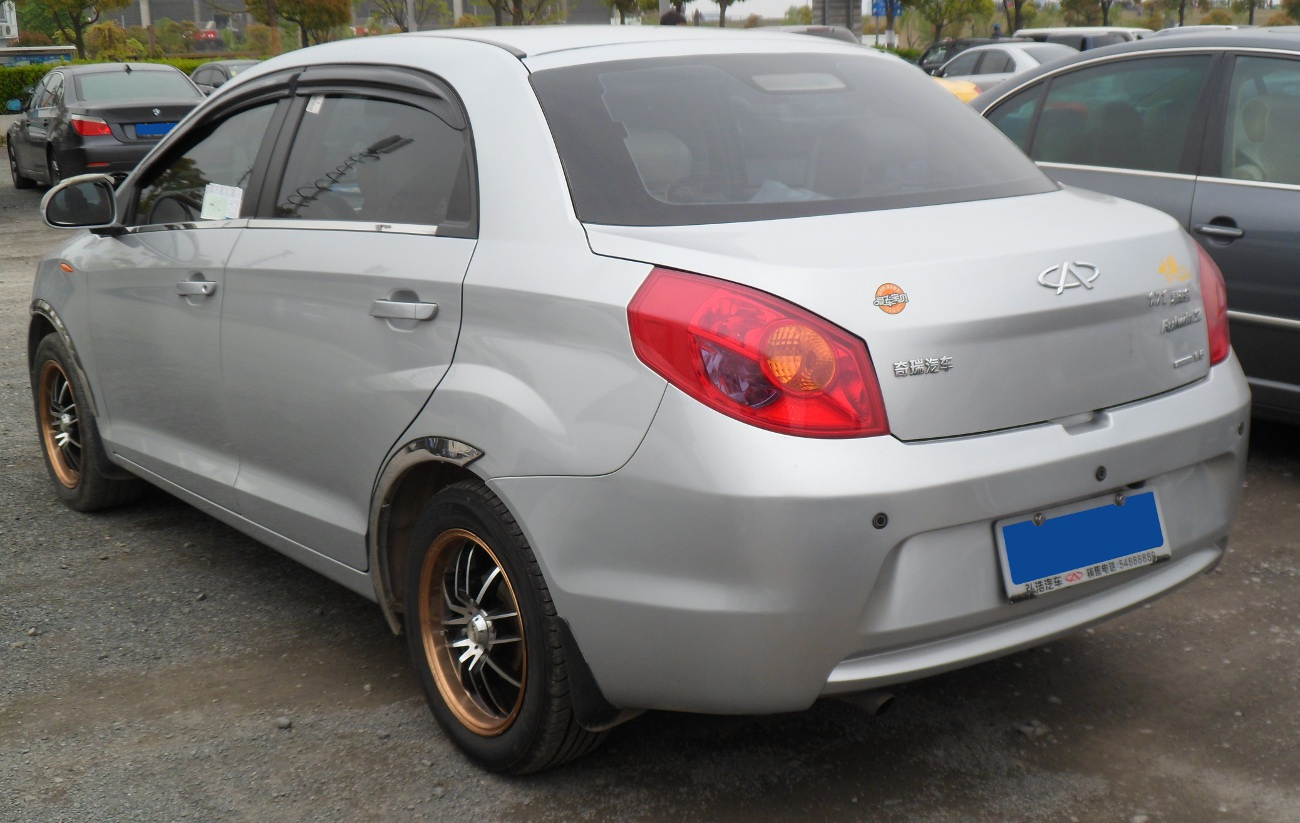
Sedan
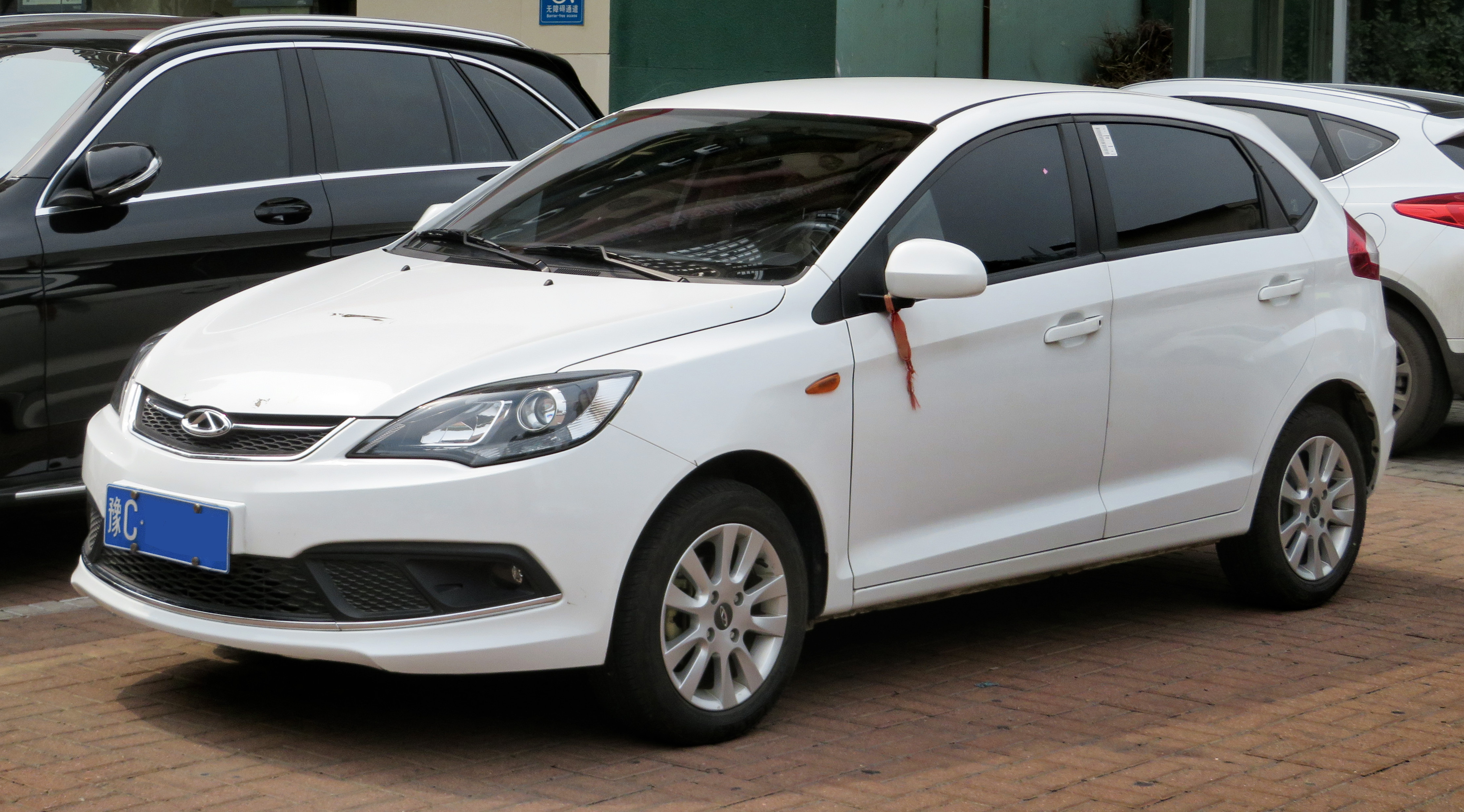
Hatchback (facelift)
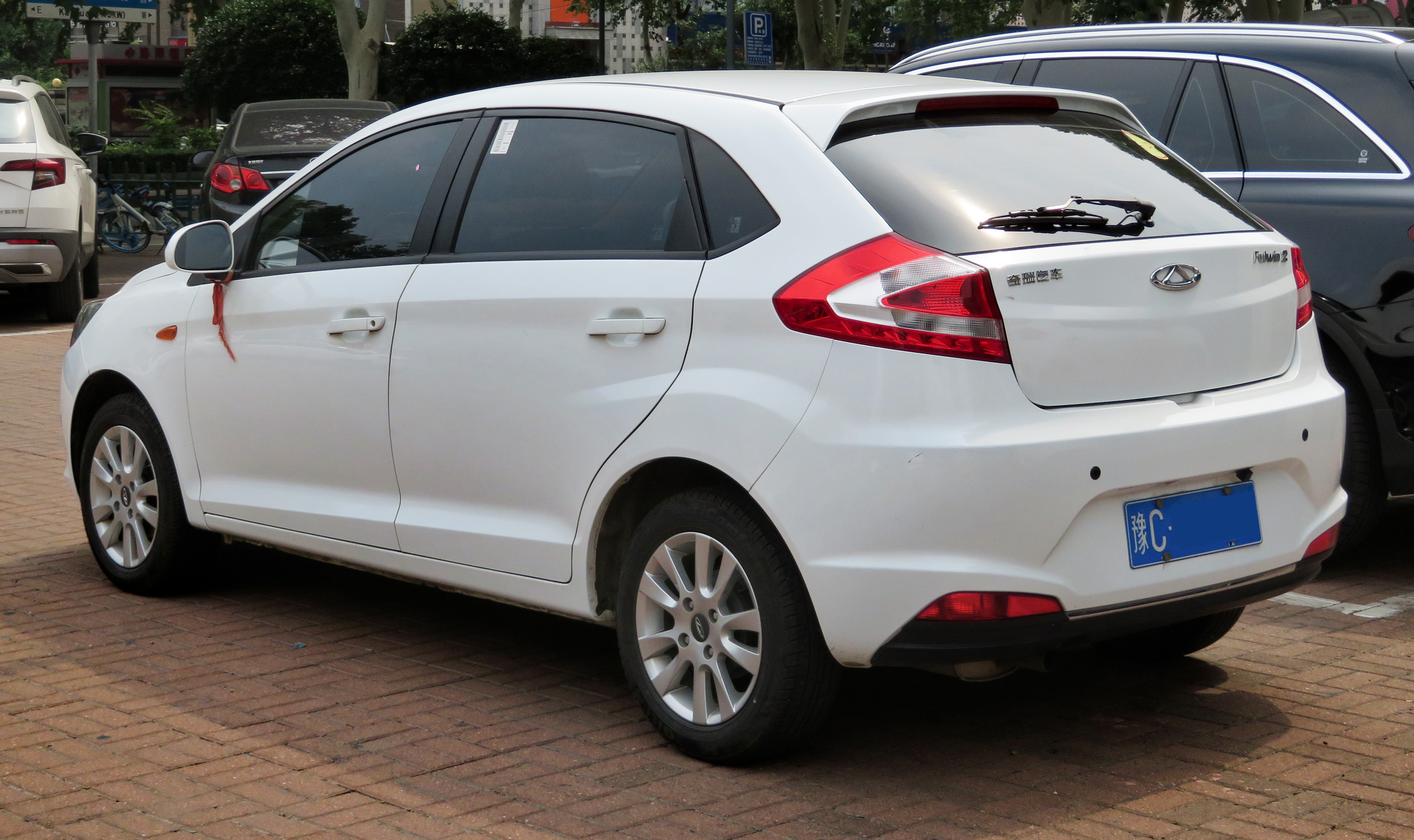
Hatchback (facelift)
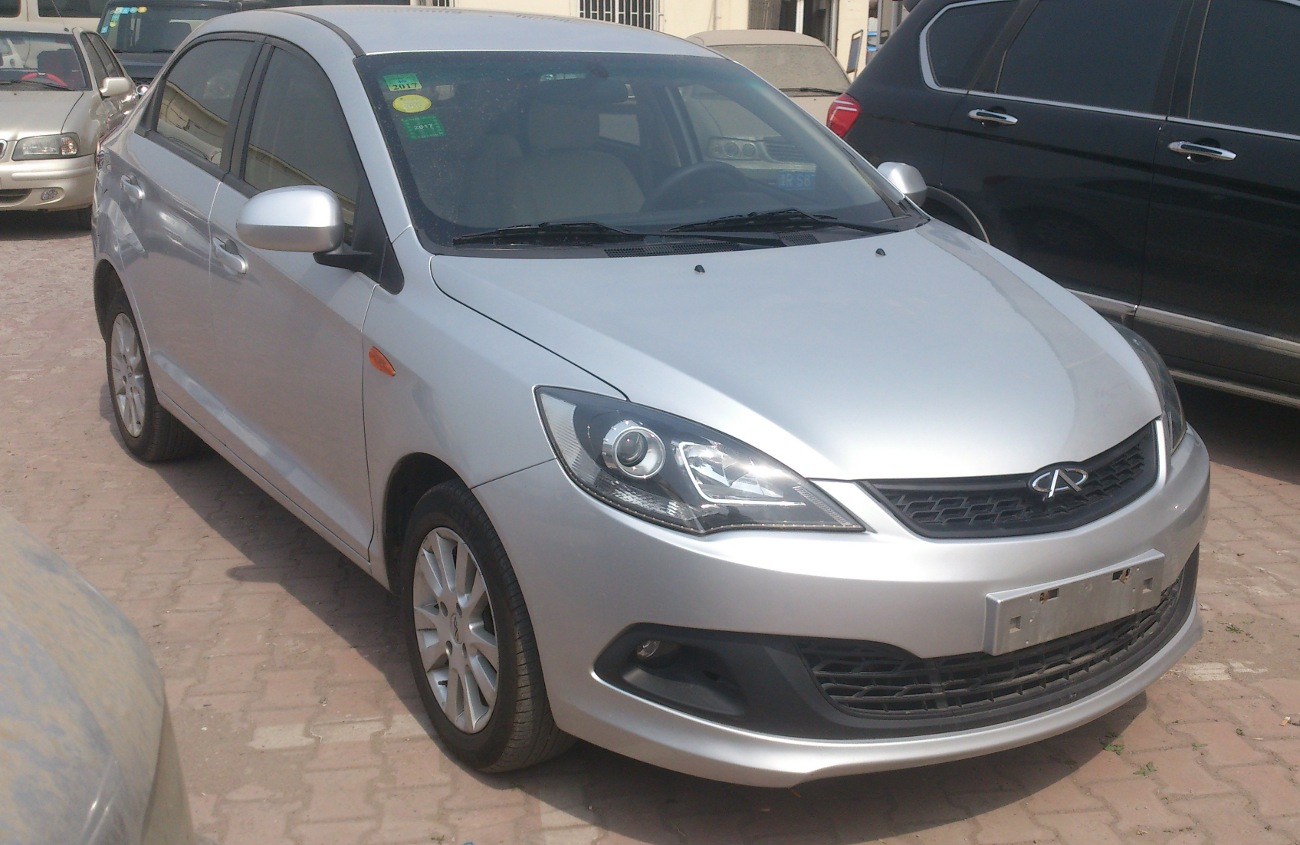
Sedan (facelift)
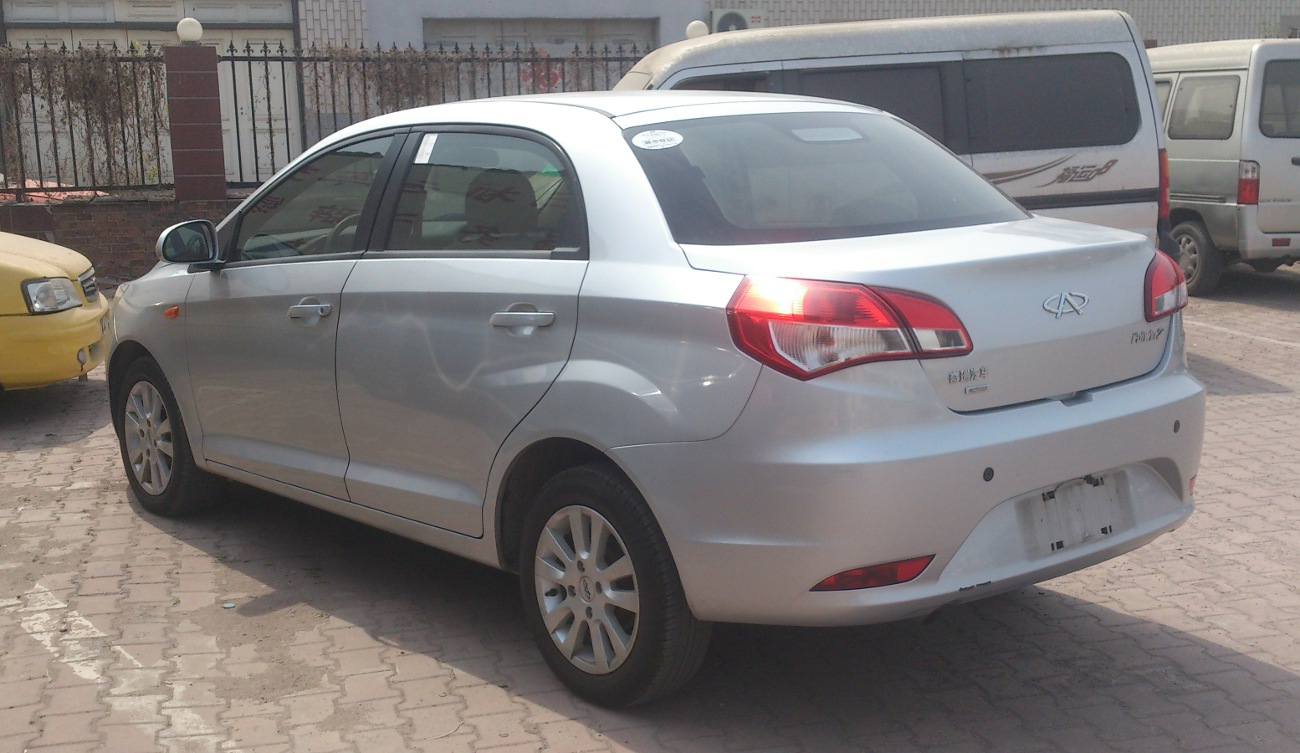
Sedan (facelift)